# Негрениј де Кампије (Муреш)
Негрениј де Кампије (рум. Negrenii de Câmpie) насеље је у Румунији у округу Муреш у општини Банд. Oпштина се налази на надморској висини од 380 m.

## Становништво
Према подацима из 2002. године у насељу је живело 150 становника.

### Попис2002.
| Расподела становништва по националности 2002.‍ | Расподела становништва по националности 2002.‍ | Расподела становништва по националности 2002.‍ | Расподела становништва по националности 2002.‍ | Расподела становништва по националности 2002.‍ |
| --------------------------------------------- | --------------------------------------------- | --------------------------------------------- | --------------------------------------------- | --------------------------------------------- |
|                                               |                                               |                                               |                                               |                                               |
| Румуни                                        | Румуни                                        |                                               | 21                                            | 14,0%                                         |
| Мађари                                        | Мађари                                        |                                               | 129                                           | 86,0%                                         |